# Лендава
Лендава (словен. Lendava, венг. Lendva, нем. Lindau), ранее Донья-Лендава — город в восточной части Словении. Население города — 3 395 человек, всей общины — 11 420 человек по данным переписи 2002 года.

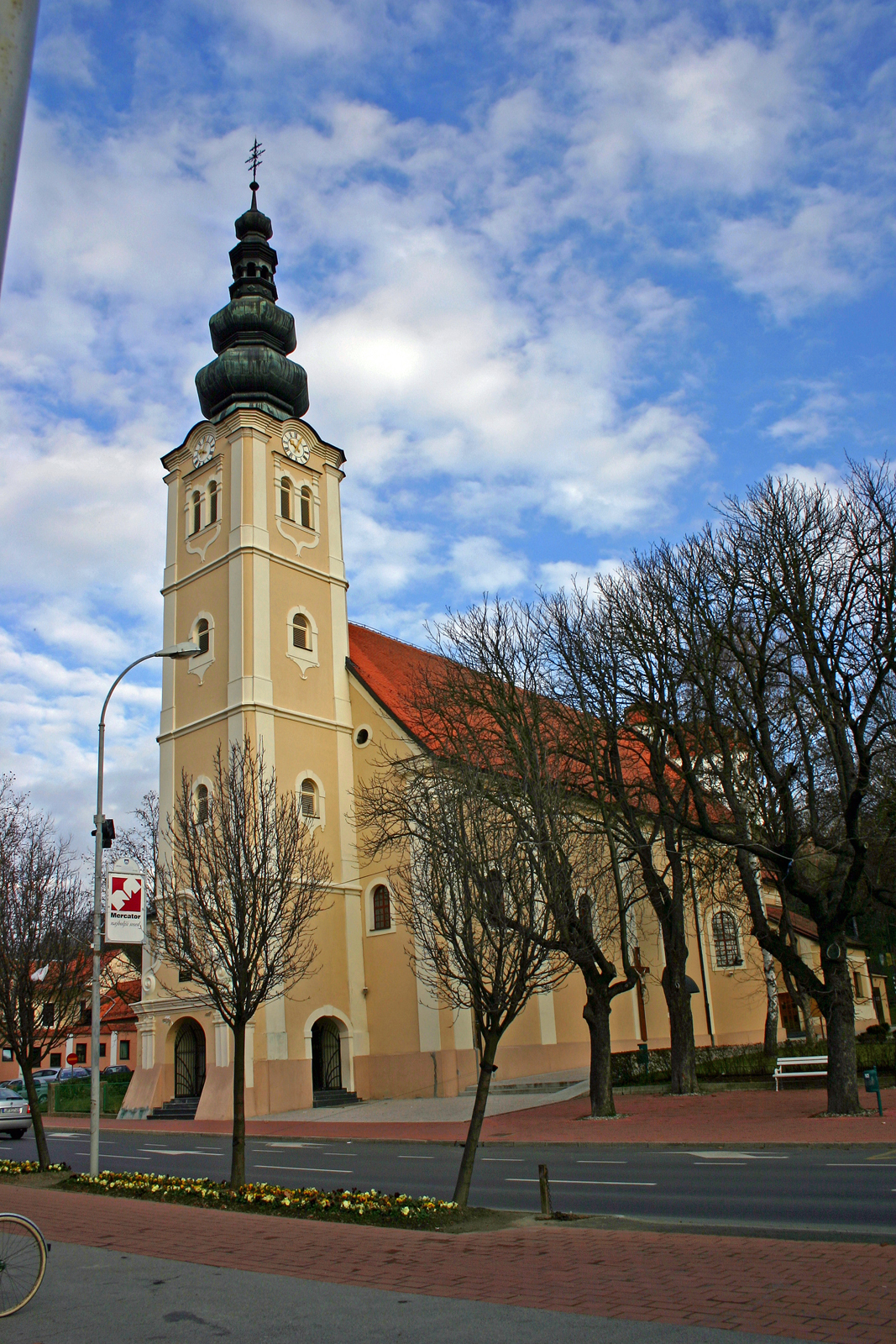
Церковь св. Екатерины

Лендава расположена в непосредственной близости от венгерской (около двух километров) и хорватской границ (около пяти километров, проходит по реке Мура). В Лендаве проживает значительное венгерское население, город считается центром венгерского национального меньшинства. Община Лендава официально двуязычна, венгерский уравнен в правах со словенским. Во время переписи населения в общине Лендава 3917 человек декларировали свою этническую принадлежность, как венгры; что составляет 63 % процента от общего количества проживающих в Словении венгров.
До 1918 года Лендава принадлежала Венгерскому королевству, входила в комитат Зала. После первой мировой войны вошла в состав Королевства сербов, хорватов и словенцев (впоследствии Югославии). В период 1941—1945 годов была оккупирована венгерскими войсками и аннексирована. После распада Югославии в 90-х годах XX века — в составе независимой Словении.
Главные достопримечательности города — городской театр, здание Венгерского центра, построенное по проекту известного архитектора Имре Маковца и церковь Святой Екатерины.
В Лендаве базируется футбольный клуб Нафта, выступающий в высшем дивизионе словенского первенства.

## Города-побратимы
- Залаэгерсег, Венгрия
- Ленти, Венгрия